# Тебибайт
Тебибайт (русское обозначение: ТиБ; международное: TiB) — единица измерения количества информации, равная 240 (10244) байт.
Единица была создана Международной электротехнической комиссией (МЭК) (МЭК) в 1998 году, была принята для использования всеми основными организациями по стандартизации и является частью Международной системы единиц.
Тебибайт был разработан, чтобы заменить термин терабайт в тех областях информатики, в которых  он означал величину в 240 = 1 099 511 627 776 байт, что противоречит определению СИ для префикса тера- (1012 = 
1 000 000 000 000, триллион).
Тебибайт (10244 байт) больше терабайта (10004 байт) на 99 511 627 776 байт (более чем на 99 гигабайт или 92 гибибайт), и, соответственно, на 9,95 %.

## Определение
1 тебибайт (ТиБ) = 240 байт = 1 099 511 627 776 байт
Следуя этому определению, а, также определению пебибайта (ПиБ) как 250 байт, получаем
1024 тебибайт = 1 пебибайт
Префикс теби- получен из словослияния слов тера и бинарный, указывая на его происхождение в близости к значению префикса СИ тера- (1012 = 1 000 000 000 000, триллион). Хотя префикс СИ записывается строчными буквами (тера- или т), все двоичные префиксы МЭК начинаются с заглавной буквы (КиБ, МиБ, ГиБ, ТиБ и т. д.).